# Microchrysa cyaneiventris
Microchrysa cyaneiventris – gatunek muchówki z rodziny lwinkowatych i podrodziny Sarginae.
Gatunek ten opisany został w 1842 roku przez Johana Wilhelma Zetterstedta jako Chrysomyia cyaneiventris.
Muchówka o ciele długości około 4 mm. Czułki ma ubarwione żółto. Metalicznie zielony lub niebieski tułów charakteryzuje żółta przepaska na przodzie szwu notopleuralnego. Skrzydła są przezroczyste z brunatnymi żyłkami. Przezmianki mają barwę żółtą. Odnóża są żółte, czasami z ciemnymi plamami na udach. Odwłok jest błyszcząco czarny.
Owad palearktyczny, w Europie znany z Francji, Belgii, Holandii, Irlandii, Wielkiej Brytanii, Niemiec, Szwajcarii, Austrii, Polski, Czech, Słowacji, Węgier, Danii, Szwecji, Norwegii, Finlandii i Rosji. Imagines są aktywne od czerwca do września.